# Color-Shift Keying
Le Color-shift keying (CSK) est un protocole de modulation d'intensité utilisé pour la télécommunication sans fil via la lumière visible (VLC ou Li-Fi), fixée par la norme IEEE 802.15.7. Ce protocole permet la transmission d'informations grâce à la variation de couleur émises par une LED RVB.
Ce protocole à plusieurs avantages comparé à l'émission de données par clignotement de la LED :
- il permet d'avoir une alimentation dont l'ampérage est fixe ;
- Il permet d'écarter le danger sur la santé que pourrait représenter une surexposition à la lumière clignotante.